# Hypancistrocerus belizensis
Hypancistrocerus belizensis är en stekelart som först beskrevs av Cameron 1908.  Hypancistrocerus belizensis ingår i släktet Hypancistrocerus och familjen Eumenidae. Inga underarter finns listade i Catalogue of Life.